# Josie Rourke
Pour les articles homonymes, voir Rourke.
Josie Rourke, née le 3 septembre 1976, est une réalisatrice de théâtre et de cinéma anglaise.
Depuis 2012, Rourke est directeur artistique du théâtre Donmar Warehouse à Londres.

## Petite enfance et éducation
Rourke naît en 1976 à Salford, dans le Grand Manchester, de Vivienne et Sean Rourke. Elle a un frère, Damian.
Elle fréquente l'école primaire St Mary's RC, Swinton, l'école primaire St Gilbert's School, Winton, l'école secondaire St Patrick's School, Eccles et le Collège d'enseignement supérieur, Eccles.

## Film
Début décembre 2016, il est annoncé que Rourke ferait ses débuts de réalisatrice au cinéma avec Marie Stuart, reine d'Écosse. Le film met en vedette Saoirse Ronan dans le rôle de Marie Stuart, reine d'Écosse et Margot Robbie dans le rôle d'Élisabeth Ire. Le film est présenté en public pour la première fois le 15 novembre 2018 à l'AFI Fest et est nommé aux Oscars pour la meilleure conception de costumes ainsi que pour le meilleur maquillage et la coiffure.

## Direction de productions théâtrales
| Pièce                               | Auteur                                                         | Théâtre                                  | Première          | Notes |
| ----------------------------------- | -------------------------------------------------------------- | ---------------------------------------- | ----------------- | --- |
| Les Liaisons dangereuses            | Pierre Choderlos de Laclos, adapté par Christopher Hampton     | Donmar Warehouse                         | 17 décembre 2015  | Diffusé en direct par le National Theatre Live le 28 janvier 2016. |
| The Vote                            | James Graham (dramaturge)                                      | Donmar Warehouse                         | 27 avril 2015     | Diffusé en direct sur More4 le soir des élections. |
| Vie privée                          | James Graham                                                   | Donmar Warehouse                         | 22 avril 2014     | , |
| Coriolanus                          | William Shakespeare                                            | Donmar Warehouse                         | 6 décembre 2013   | |
| The Machine                         | Matt Charman                                                   | Manchester International Festival        | 4 juillet 2013    | [ 6 ] |
| The Weir                            | Conor McPherson                                                | Donmar Warehouse                         | 18 avril 2013     | , |
| Bérénice                            | Jean Racine, in a new version by Alan Hollinghurst             | Donmar Warehouse                         | 27 septembre 2012 | , |
| Les Physiciens                      | Friedrich Dürrenmatt, dans une nouvelle version de Jack Thorne | Donmar Warehouse                         | 31 mai 2012       | , |
| The Recruiting Officer              | George Farquhar                                                | Donmar Warehouse                         | 9 février 2012    | , |
| Sixty-Six Books                     | various                                                        | Bush Theatre                             | 10 octobre 2011   | , |
| Beaucoup de bruit pour rien         | William Shakespeare                                            | Wyndham's Theatre                        | 1er juin 2011     | , |
| The 24 Hour Plays                   |                                                                | Old Vic Theatre                          | 21 novembre 2010  | [ 13 ] |
| Men Should Weep                     | Ena Lamont Stewart                                             | National Theatre                         | 18 octobre 2010   | , |
| Here                                | Eve Ensler                                                     | Riverside Studios                        | 1er juillet 2010  | Diffusé en direct à la télévision britannique en conjonction avec Sky Arts, |
| ...like a fishbone...               | Anthony Weigh                                                  | Bush Theatre                             | 7 juin 2010       | , |
| La Mégère apprivoisée               | William Shakespeare                                            | Chicago Shakespeare Theater              | 7 avril 2010      | La production comprend de nouvelles scènes écrites par le dramaturge Neil LaBute, |
| If There Is I Haven't Found It Yet  | Nick Payne                                                     | Bush Theatre                             | 17 octobre 2009   | , |
| Apologia                            | Alexi Kaye Campbell                                            | Bush Theatre                             | 17 juin 2009      | , |
| La Nuit des rois                    | William Shakespeare                                            | Chicago Shakespeare Theater              | 29 mars 2009      | , |
| 2,000 Feet Away                     | Anthony Weigh                                                  | Bush Theatre                             | 11 juin 2008      | , |
| Tinderbox                           | Lucy Kirkwood                                                  | Bush Theatre                             | 23 avril 2008     | , |
| How To Curse                        | Ian McHugh                                                     | Bush Theatre                             | 10 octobre 2007   | , |
| A Year and a Day                    | Christina Reid                                                 | Stephen Joseph Theatre (en), Scarborough | 17 novembre 2006  | Part of National Theatre Connections |
| The Cryptogram                      | David Mamet                                                    | Donmar Warehouse                         | 12 octobre 2006   | , |
| Le Roi Jean                         | William Shakespeare                                            | Swan Theatre, Stratford-upon-Avon        | 27 juillet 2006   | , |
| Flight without End                  | Joseph Roth, adapté par Steve Waters                           | London Academy of Music and Dramatic Art | 1er mai 2006      | [ 22 ] |
| The Long and the Short and the Tall | Willis Hall                                                    | Lyceum Theatre (Sheffield)               | 23 février 2006   | , |
| Beaucoup de bruit pour rien         | William Shakespeare                                            | Crucible Theatre, Sheffield              | 21 septembre 2005 | , |
| Believe What You Will               | Philip Massinger                                               | Swan Theatre, Stratford-upon-Avon        | 18 mai 2005       | Later the People's Theatre, Newcastle upon Tyne and Trafalgar Studios, London, |
| The Unthinkable                     | Steve Waters                                                   | Crucible Studio Theatre, Sheffield       | 26 octobre 2004   | , |
| Butterfly Fingers                   | Fraser Grace                                                   | The Junction Theatre, Cambridge          | 1er juillet 2004  | [ 22 ] |
| Changed So Much I Don't Know You    | Steve Waters                                                   | The Junction Theatre, Cambridge          | 1er juillet 2004  | [ 22 ] |
| Dead Hand                           | Anthony Neilson                                                | Old Vic Theatre                          | 6 juin 2004       | Part of The 24 Hour Plays |
| My Dad's A Birdman                  | David Almond                                                   | Young Vic                                | 4 décembre 2003   | , |
| Crazyblackmuthfuckin'self           | DeObia Oparei                                                  | Royal Court Theatre                      | 29 novembre 2003  | , |
| Loyal Women                         | Gary Mitchell                                                  | Royal Court Theatre                      | 11 novembre 2003  | , |
| The Herd                            | Sandesh Kulkarni                                               | Royal Court Theatre                      | 1er août 2003     | [ 26 ] |
| World Music                         | Steve Waters                                                   | Crucible Theatre, Sheffield              | 28 mai 2003       | Later Donmar Warehouse, |
| Children's Day                      | Marvin Blair                                                   | Royal Court Theatre                      | 27 février 2003   | Cette pièce a été écrite par Marvin Blair en 2003, alors qu'il purgeait une peine d'emprisonnement à perpétuité au Royaume-Uni. Elle a été mise au point dans le cadre du projet d'écriture « Voices From Within » à la prison de Sa Majesté Grendon, organisé conjointement avec le programme « Royal Court Young Writers ». Il s’agit d’un monologue de 15 minutes, qui a été joué après la représentation en soirée de Iron de Rona Munro, au théâtre Jerwood, au rez-de-chaussée de la Royal Court. |
| Les Monologues du vagin             | Eve Ensler                                                     | UK tour                                  | 2003              | UK tour director, 2003 tour, |
| Roméo et Juliette                   | William Shakespeare                                            | Liverpool Playhouse                      | 3 octobre 2002    | [ 26 ] |
| Kick For Touch                      | Peter Gill                                                     | Crucible Studio Theatre, Sheffield       | 23 mai 2002       | , |
| Frame 312                           | Keith Reddin                                                   | Donmar Warehouse                         | 14 mars 2002      | World premiere,. |
| The Wrong Side of the Rainbow       |                                                                | Donmar Warehouse                         | 28 janvier 2001   | Une pièce dramatique basée sur une émission de télévision sur Carlton TV. Des histoires de rues sur les sans-abris de Londres ont été dramatisées pour la pièce. |

## Récompenses et distinctions
- (en) Henry Hübchen: Awards, sur l'Internet Movie Database